# Ханс-Карл фон Есебек
Ханс-Карл фон Есебек (на немски: Hans-Karl von Esebeck) е немски офицер, служил в Първата и Втората световна война.

## Биография

#### Ранен живот и Първа световна война (1914 – 1918)
Ханс-Карл фон Есебек е роден на 10 юли 1892 г. в Потсдам, Германска империя. През 1911 г. се присъединява към армията като офицерски кадет от 3-ти гвардейски уламски полк. През 1913 г. е произведен в офицер. Участва в Първата световна война и в края ѝ е със звание оберлейтенант от кавалерията. След нея се присъединява към Райхсвера и служи в различни кавалерийски подразделения

##### Междувоенен период
Между 1936 и 1939 г. командва 1-ви кавалерийски полк, след което до 1941 г. ръководи 6-а стрелкова бригада от 6-а танкова дивизия.

#### Втора световна война (1939 – 1945)
На 13 март 1941 г. поема командването на 15-а стрелкова бригада. След това е прехвърлен в Северна Африка и от 13 април командва 15-а танкова дивизия. Ранен е по време на обсадата на Тобрук. Възстановява се и на 24 август 1941 г. поема 11-а танкова дивизия, а след нея на 17 февруари 1942 г. 2-ра танкова дивизия. От 20 ноември 1942 г. командва 46-и танков корпус, на 1 декември 1943 г. поема ръководството на 58-и танков корпус. В средата на 1944 г. е действащ командир на 17-и военен окръг.

##### Арестуване и смърт
Есебек е арестуват във връзка със заговора от 20 юли, опита за убийство на Хитлер. Прекарва остатъка от войната в затвора. След войната се установява в Дортмунд, където живее в нищета до смъртта си на 5 януари 1955 г.

## Военна декорация
- Германски орден „Железен кръст“ (1914) – II и (20 септември 1914) I степен (27 януари 1917)
- Германски орден „Кръст на честта“ (?)
- Германски орден „Железен кръст“ (1939, повторно) – II и (26 септември 1939) I степен (15 май 1940)
- Германска „Значка за раняване“ (1939) – сребърна (15 август 1942)
- Орден „Германски кръст“ (1942) – златен (20 декември 1942)
- Рицарски кръст (4 юли 1940)